# Scopula anticaria
Scopula anticaria är en fjärilsart som beskrevs av Walker 1860. Scopula anticaria ingår i släktet Scopula och familjen mätare. Inga underarter finns listade.